# IC 2653
IC 2653 је двојна звијезда у сазвјежђу Лав која се налази на листи објеката дубоког неба у Индекс каталогу.
Деклинација објекта је + 10° 32' 54" а ректасцензија 11h 14m 53,5s.